# Санта-Марія-Лібератріче-а-Монте-Тестаччо

Фасад

Санта-Марія-Лібератріче-а-Монте-Тестаччо (італ. S. Maria Liberatrice a Monte Testaccio) — римська церква та дияконство. Храм розташований на однойменній площі, яка отримала свою теперішню назву вже після будівництва церкви. Її попередня назва — площа Промисловості (італ. piazza dell'Industria).

## Історія
Будівництво церкви Санта-Марія-Лібератріче-а-Монте-Тестаччо було розпочате у понтифікат папи Лева ХІІІ на землі придбаній Святим Престолом. Роботи по зведенню достатньо великої культової будівлі були доручені бенедиктинцям св. Ансельма, але під їх керівництвом роботи були доведені лише до фундаменту.
У 1904 році папа Пій X вирішив продовжити будівництво і передоручив його салезіанам Дона Боско та облатам св. Франциски Римської. У облатів була своя церква, що також мала назву Санта-Марія-Лібератріче, на Римському Форумі і яка була зруйнована для того, щоб звільнити місце для палеохристиянської базиліки Санта Марія Антіква. Саме в пам'ять про цю церкву був названий новий храм, вівтар якої був прикрашений образом «Мадонна з дитям», перенесення якого було відшкодуванням з боку уряду за зруйнування церкви на форумі.
Шанований образ XVI століття «Мадонна з дитям», який був коронований 4 серпня 1653 року, був перенесений і поміщений на вівтар під балдахін з червоного каменю, який підтримують чотири колони з рожевого граніту із символами євангелістів на капітелях.
Церква збудована у романському стилі туринським архітектором Маріо Черадіні. Фасад розділений трьома порталами, які мають по шість аркових дуг. Над сімома вікнами знаходиться барельєф, який зображує герби Пія Х (по центру), салезіан (зліва) та облатів (справа). Верхня мозаїка зображує розп'ятого Христа у одязі. По боках від хреста стоять Марія Магдалина та Іван Богослов, а також два римські солдати, які протягують розп'ятому губку. На нижній мозаїці, пошкодженій у 1924 році та відновленій наступного року, між двома пальмами зображена Мадонна, зліва від якої стоять св. Петро, Павло, Кірик та Улита, а з правої сторони папи Захарія та Теодор з макетом церкви Санта Марія Антіква та квадратними німбами, що малювались над головами живих осіб.
Інтер'єр церкви прикрашений мозаїкою у чорно-білих тонах з фрагментами поліхромного мармуру. Вона в основному представляє геометричні фігури та знаки зодіаку. Між 1956 та 1964 роками. Лучано Бартолі розписав інтер'єр фресками з Трійцею, епізодами з життя Богородиці, фігурами святих.

## Дияконство
Дияконство Санта-Марія-Лібератріче-а-Монте-Тестаччо було створене папою Павлом VI апостольською конституцією Auctis hodie 5 лютого 1965 року.

## Кардинали-диякони
- Джузеппе Бельтрамі, титул pro illa vice (1967—1973)
- Опіліо Россі (1976—1987)
- Антоніо Марія Хав'єр Ортас S.D.B (1988—1999), титул pro illa vice (1999—2007)
- Джованні Лайоло (2007-)